# A5 (motorväg, Kroatien)

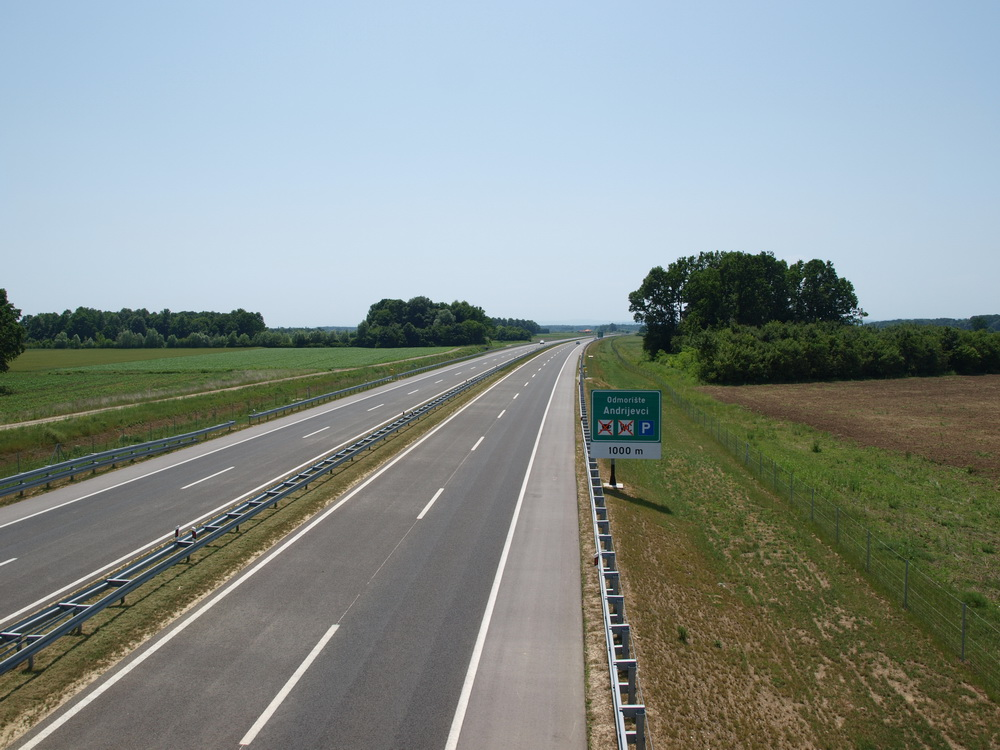
A5 i närheten av rastplatsen Andrijevci.

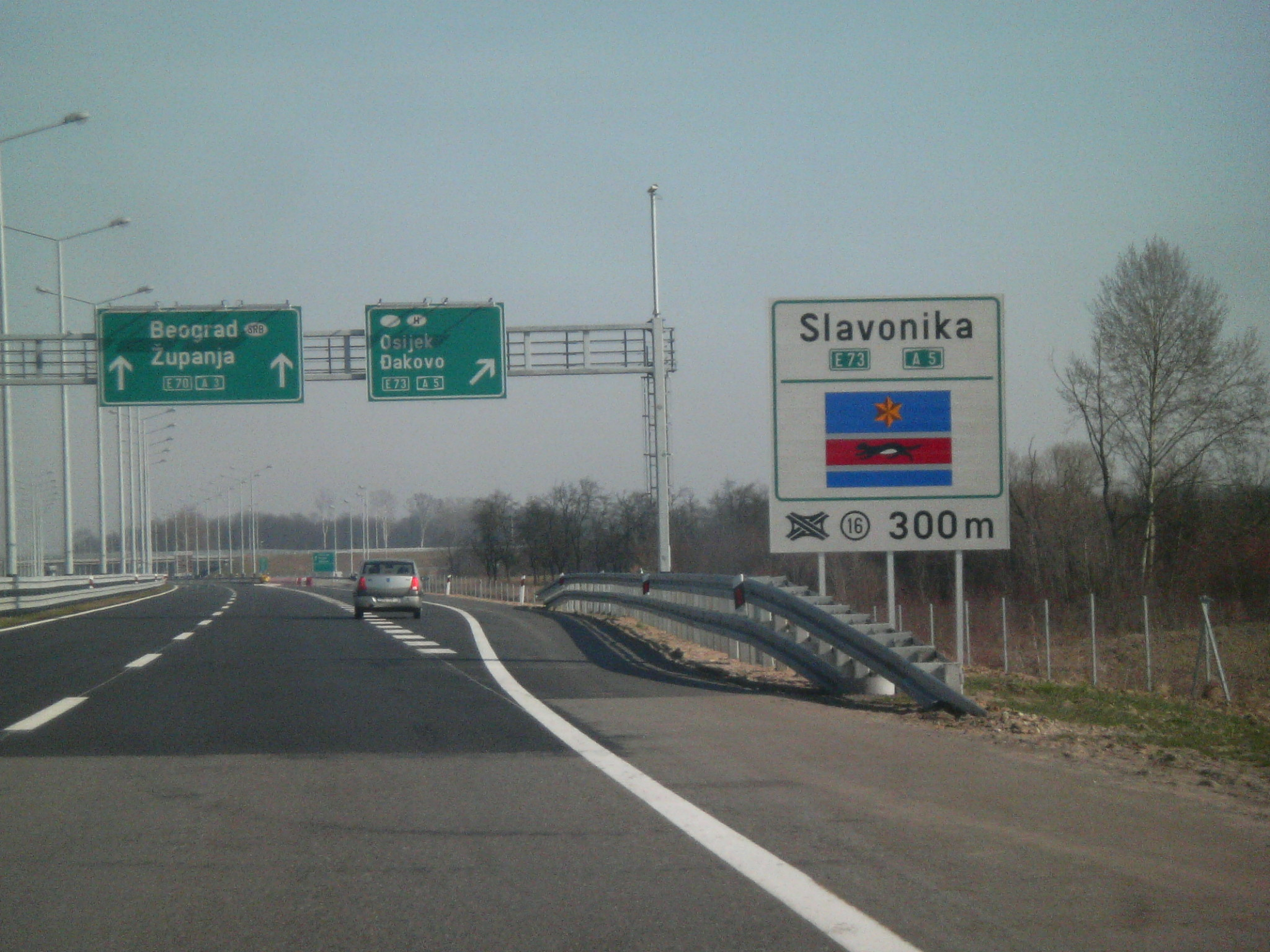
Avfarten vid Sredanci.

A5, även kallad Slavonika, är en motorväg i landskapet Slavonien i östra Kroatien. Motorvägen är under utbyggnad och utgör en del av E73. När den står klar kommer den att gå från kroatisk-ungerska gränsen vid Branjin Vrh till den kroatisk-bosniska gränsen vid Svilaj. Dess längd kommer då att vara 88,1 km och även omfatta en bro över Drava. Idag (2013) är större delen, eller 53,1 km mellan Osijek och Sredanci, utbyggd och öppen för trafik. Motorvägen är en betalväg.